# Гюби

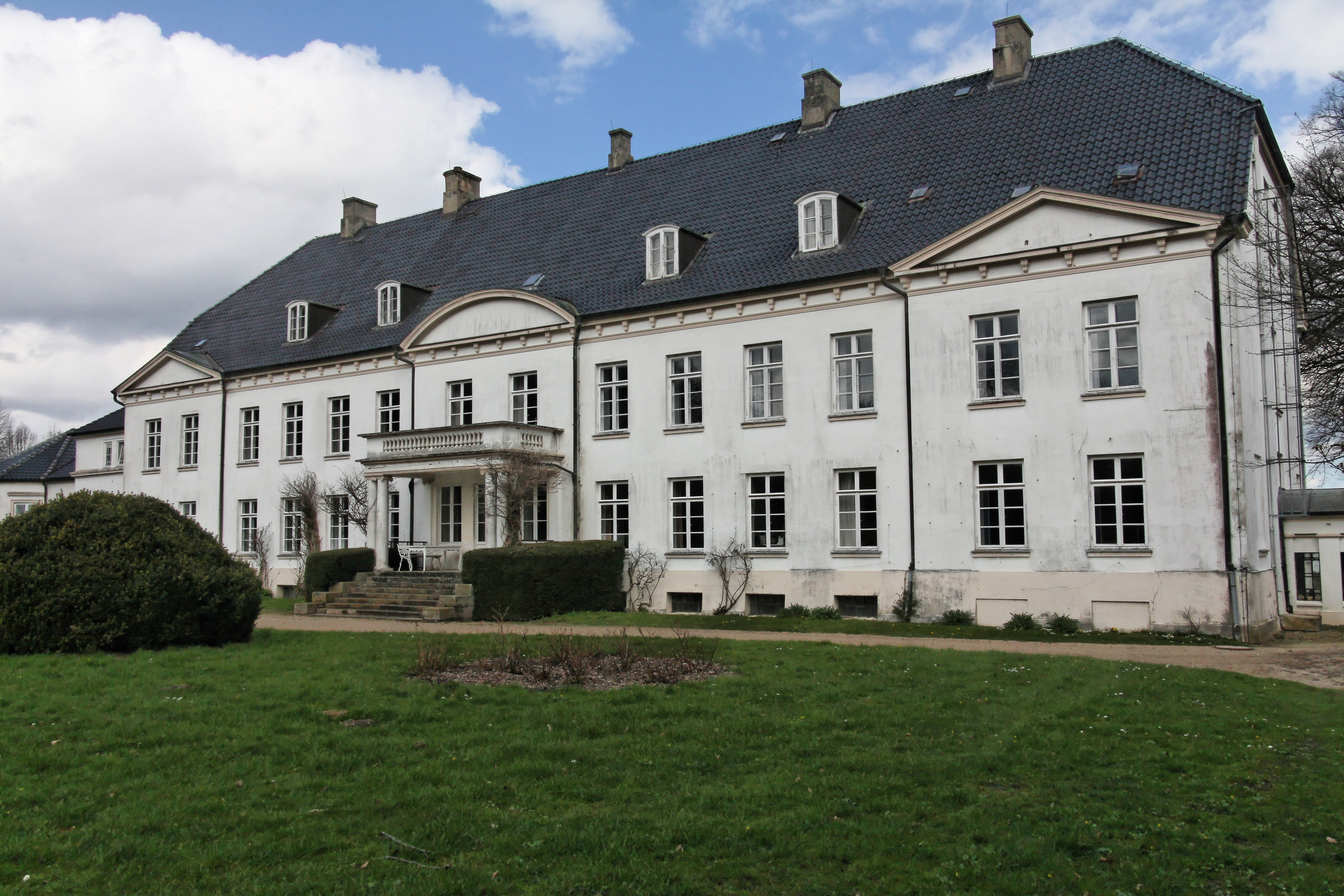
Güby Louisenlund

Гюби (нем. Güby) — коммуна в Германии, в земле Шлезвиг-Гольштейн. 
Входит в состав района Рендсбург-Экернфёрде. Подчиняется управлению Шлай.  Население составляет 842 человека (на 31 декабря 2010 года). Занимает площадь 11,89 км².